# Zépiqueno Redmond
Zépiqueno Redmond (Rotterdam, 22 juni 2006) is een Nederlands voetballer die bij voorkeur als aanvaller speelt.

## Clubcarrière

### Feyenoord
Redmond groeide op in het oosten van Rotterdam en begon met voetballen bij Alexandria '66. Later maakte hij een overstap naar het nabijgelegen CVV Zwervers, waar hij werd opgepikt door ADO Den Haag. In 2019 werd hij door Feyenoord naar Rotterdam-Zuid gehaald waar hij in de jeugdopleiding terecht kwam.
Door blessures van Santiago Giménez en Ayase Ueda mocht Redmond in oktober 2024 voor het eerst deel uitmaken van de wedstrijdselectie van de Rotterdammers. Toen ook Julián Carranza en Ibrahim Osman wegvielen kreeg Redmond een basisplaats toegewezen door hoofdtrainer Brian Priske. In de met 1-4 gewonnen uitwedstrijd debuteerde Redmond tegen Almere City, hij kwam 68 minuten in actie. Een maand later, op 17 december, maakte hij beide goals in de wedstrijd tegen MVV Maastricht voor de KNVB Beker (2-1). In februari 2025 maakte Redmond zijn debuut in de UEFA Champions League, tegen AC Milan (1-1). Een maand later mocht hij invallen tegen Internazionale (1-2). 

## Interlandcarrière
In mei 2025 werd Redmond geselecteerd voor het EK onder 19 van 2025. Hij speelde de hele wedstrijd tegen Engeland in de groepsfase, waarin hij twee keer scoorde op aangeven van Mats Rots en teamgenoot Givairo Read. Mede door zijn doelpunten werd er met 4-2 gewonnen, waardoor Nederland naar de halve finale ging. In de halve finale tegen Roemenië mocht hij een halfuur voor het einde van de wedstrijd invallen voor Aymen Sliti. In de finale tegen Spanje kwam hij niet in actie.

## Statistieken
| Seizoen        | Club           | Competitie     | Competitie | Competitie | Beker | Beker | Internationaal | Internationaal | Overig | Overig | Totaal | Totaal |
| Seizoen        | Club           | Competitie     | Wed.       | Dlp.       | Wed.  | Dlp.  | Wed.           | Dlp.           | Wed.   | Dlp.   | Wed.   | Dlp.   |
| -------------- | -------------- | -------------- | ---------- | ---------- | ----- | ----- | -------------- | -------------- | ------ | ------ | ------ | ------ |
| 2024/25        | Feyenoord      | Eredivisie     | 4          | 0          | 3     | 2     | 2              | 0              | 0      | 0      | 9      | 2      |
| 2025/26        | Aston Villa    | Premier League | 0          | 0          | 0     | 0     | 0              | 0              | 0      | 0      | 0      | 0      |
| Carrièretotaal | Carrièretotaal | Carrièretotaal | 4          | 0          | 3     | 2     | 2              | 0              | 0      | 0      | 9      | 2      |

Bijgewerkt op 1 juli 2025.

## Erelijst
| EK Onder 19 | 1x | 2025 |